# Georg Michael Pfefferkorn
Georg Michael Pfefferkorn (* 16. März 1645 in Ifta; † 3. März 1731 in Gräfentonna) war ein deutscher evangelischer Theologe, Kirchenliederdichter und Rhetoriker.

## Leben
Georg Michael Pfefferkorn entstammte einer thüringischen Pfarrersfamilie. Er war ein Sohn von Georg Pfefferkorn († 1677), der seit 1619 in Ifta als Pfarrer arbeitete. Er erhielt seine erste Ausbildung in Creuzburg und im Gymnasium in Gotha, dessen Rektor damals Andreas Reyher war. Anschließend studierte er Theologie in Jena und Leipzig. Am 14. Februar 1666 erlangte er in Jena mit der Disputation Philosophema de abstractione unter dem Präses Johann Christoph Hundeshagen die Magisterwürde. Nach Abschluss seiner Studien übernahm eine Hauslehrerstelle in Altenburg. Seit 1668 lehrte er an den beiden obersten Klassen des dortigen Gymnasiums. 1673 trat er in die Dienste des neuen Landesherrn, Herzog Ernst des Frommen, indem er wohl zuerst in Altenburg und danach in Gotha dessen drei jüngsten Söhne, die Prinzen Christian, Ernst und Johann Ernst, unterrichtete.
1676 erhielt Pfefferkorn durch den folgenden Herzog,  Friedrich I., das Pfarramt in Friemar und wurde zugleich Adjunkt  in der Diözese Molschleben, da der bisherige Inhaber an Altersschwäche litt. 1682 berief ihn Herzog Friedrich I. als Superintendenten nach Gräfentonna, dem Hauptort der am 4. Oktober 1677 von dem Grafen Christian Ludwig von Waldeck käuflich erworbenen Herrschaft Tonna. Am 18. Apriljul. / 28. April 1682greg. in sein Amt eingeführt, trat er auch in das aus früherer Zeit hier noch bestehende Konsistorium ein. Da er aber seinen Einfluss zu Gunsten seiner Verwandten verwendete, übertrug der Herzog 1695 die wichtigsten Rechte dieser Behörde dem Oberkonsistorium in Gotha. Wegen zunehmender Erblindung musste Pfefferkorn seit 1721 einen Kandidaten der Theologie als Gehilfen anstellen, woraufhin seit 1729 sein Schwiegersohn David Bernegger im gleichen Amt folgte. Er starb am 3. März 1731 im Alter von 86 Jahren in Gräfentonna.
Pfefferkorn hinterließ eine Witwe und vier Kinder. Seine erste Gattin, Sibylle Polmann, die er 1672 in Altenburg geheiratet hatte, verlor er schon nach einem Jahr bei der Geburt eines Sohnes. Etwa zehn Jahre später vermählte er sich in zweiter Ehe mit Judith Gutbier, die ihm zwei Töchter und zwei Söhne gebar. Der ältere Sohn, der ebenso wie sein Vater Georg Michael Pfefferkorn hieß, starb am 26. Oktober 1733 als Pfarrer zu Stutzhaus im Thüringer Wald.

## Werke
Schon in jungen Jahren trat Pfefferkorn mit schriftstellerischen Arbeiten hervor. Zuerst schrieb er die Gedichtsammlung Poetische und philosophische Fest- und Wochenlust (Altenburg 1666), die ihm den Titel eines kaiserlichen gekrönten Poeten eintrug. Danach verfasste er Gelegenheitsgedichte sowie praxisorientierte Unterweisungen in der Dichtkunst und Rhetorik. Auch lieferte er 1684 in seinem Werk Merkwürdige und auserlesene Geschichte von der berühmten Landgrafschaft Thüringen eine gelehrte politische Darstellung dieses Fürstentums. Es ist zwar eine unkritische Zusammenstellung, wurde aber wegen seines Anekdotenreichtums gern gelesen. Zu seinen weiteren Schriften gehören u. a.:
- Kurze Anleitung in kurzer Zeit einen reinen deutschen Vers zu machen, Alterburg 1669
- Jesuitischer Kuckucksruf, oder 15 Religionsfragen bei dem Abfall der schwedischen Königin Christina, Altenburg 1671
- Etlicher Lutheraner, wie auch widriger Religionsverwandten, als Papisten, Calvinisten, Türken und Heiden, gute Urtheile von Luther, seiner Lehre und Schriften, Altenburg 1671; Am andern evangelisch-lutherischen Jubelfeste in etwas vermehrt herausgegeben, Gotha 1717
- Pleißnische Ehrenkränze, oder Abdankungsreden …, Altenburg 1672 u. ö.
- Leichenabdankungen, Altenburg 1672, 1677 und 1689
- Kurze doch unvorgreifliche Anweisung zu deutschen Leichenreden, Altenburg 1690; 1705

Länger hat sich Pfefferkorns Name als Verfasser von vier Kirchenliedern erhalten, von denen insbesondere die ersten beiden in zahlreiche Gesangbücher übergegangen sind:
- Ach, wie betrübt sind fromme Seelen | Allhier in dieser Jammerwelt (7 Strophen)
- Mein Gemüth, wie so betrübt, | Was ist’s, das dich traurig macht (5 Strophen)
- Ich will durch mein ganzes Leben | Stets mit dem zufrieden sein (7 Strophen)

Pfefferkorn behauptete, auch das bekannte Lied Wer weiß, wie nahe mir mein Ende gedichtet zu haben. Dies veranlasste im 18. Jahrhundert noch zu Lebzeiten Pfefferkorns einen heftigen literarischen Streit bezüglich der Autorschaft des Lieds. Nachdem es zuerst anonym im Rudolstädter Gesangbuch von 1688 erschienen war, wiederholten es andere Liedersammlungen anfangs ohne Namen, bald darauf aber (Saalfelder Gesangbuch von 1698) mit demjenigen der Gräfin Aemilie Juliane von Schwarzburg-Rudolstadt. 1710 schreibt es das Zwickauer Gesangbuch dem Geheimrat und Kanzler Veit Ludwig von Seckendorff zu. 1714 wird erstmals Pfefferkorns Name genannt, und zwar infolge eines von diesem an den Hymnologen Johannes Avenarius in Schmalkalden gerichteten und in dessen Liederkatechismus (1714) veröffentlichten Schreibens, in dem er die in dem Schwartzburgischen Denkmahl einer Christ-Gräflichen Lammes-Freundin (1707) inzwischen geäußerte Behauptung, dass Aemilie Juliane die Verfasserin sei, bestritt und erklärte, dass er das Lied nach dem plötzlichen, auf der Jagd erfolgten Tod des Herzogs Johann Georg I. von Sachsen-Eisenach und auf Anregung Seckendorffs im Oktober 1686 gedichtet habe. Dieses Schreiben beantwortete noch im gleichen Jahre der Vorbericht zu Der Freundin des Lammes Geistlicher Brautschatz, indem er die Ansprüche der Gräfin nachdrücklich und mit einleuchtenden Gründen verteidigte. Der deutsche Historiker und Bibliothekar Albert Schumann vertrat ebenfalls die Ansicht, dass nicht Pfefferkorn, sondern die Gräfin das Lied verfasst habe.
Fälschlich an Pfefferkorn zugeschrieben (im Gothaer Gesangbuch von 1706, auch von Avenarius in seinem Liederkatechismus) ist das Lied Was frag’ ich nach der Welt | Und allen ihren Schätzen (8 Strophen; um 1735 von Bach vertont). Laut Avenarius behauptete Pfefferkorn, das Lied 1666 oder 1667 gedichtet zu haben.  Der Text erschien aber bereits 1663 in Das Buch der Redlichen von Balthasar Kindermann unter dem Rubrik Verschmähung der Welt.